# 锺吾国
鍾吾国，是东周时期建立的诸侯国。爵位为子爵，位置在今江苏徐州市新沂市，今江苏宿迁市原为鍾吾子国，后成为楚国的附庸。

## 二公子事件
公元前512年（吴王阖闾三年）夏，吴国派出使臣，责令徐国（今安徽泗县）和鍾吾国，交出吳國领兵在外的公子掩余和烛庸。二国依仗有强大的楚国作后台，拒不从命，并私自放走二公子，让他们去楚国。楚昭王很高兴，立即派出重要官员隆重迎接，并让他们在养地（今河南沈丘县）暂住。接着，又命令莠尹然、左司马沈尹戍重修养城，把养城东北边的城父、东南边的胡田两块地方封给二公子，企图利用二公子危害吴国。

## 灭亡
吴王让徐国人逮捕掩馀，让钟吾人逮捕烛庸，两个公子逃亡到楚国。同年十二月，吴王以此为借口出兵，孙武、伍子胥兴师伐罪。鍾吾国不堪一击，被吴国灭亡，吴王逮捕了鍾吾子（鍾吾国君）。鍾吾被并入吴国。
周元王四年（公元前471年），原鍾吾国的地方被楚国占领。公元前223年，秦国灭楚，将鍾吾国改为下相县。